# Peter J. Veniot
Peter John Veniot C. P. (nacido el 4 de octubre ded 1863, fallecido el 6 de julio de 1936) fue un Periodista y político de Nuevo Brunswick. Fue el primer acadiano en convertirse en Primer ministro de Nuevo Brunswick de 1923 a 1925.
- Datos: Q3376939
- Multimedia: Peter Veniot / Q3376939